# Borås Nya Tidning
Borås Nya Tidning var en dagstidning som gavs ut från början av 1834 till 30 november 1838. 
Tidningen trycktes  i Essénska Boktryckeriet och hos N, Schmidt. Typsnitt var frakturstil och antikva. Tidningen gavs ut en gång i veckan fredagar med 2 spalter och litet format 22,7 x 17,2 cm under 1838. Det saknas exemplar av tidningen i Kungliga Biblioteket. Mikrofilm finns av exemplar som bevarats hos Borås Tidning.
Läraren A Essén hade köpt tidning och tryckeri av Borås Weckoblad men utnyttjade inte denna tidnings utgivningsbevis utan satsade på en tidning med nytt namn. Skolläraren A. Essén erhöll den 24 december 1833  utgivningsbevis för tidningen Borås Nya Tidning, vilket han - jämte tryckeriet - den 18 september 1835 överlät till boktryckaren Nimrod Schmidt, som den 18 december 1835 erhöll utgivningsbevis för tidningen. Han sålde 1838 i november sitt tryckeri jämte tidningen till färgerifabrikören Carl Gustaf Rydin, som ändrade titeln till Borås Tidning.